# Kentmere
Koordinaten: 54° 26′ N, 2° 50′ W

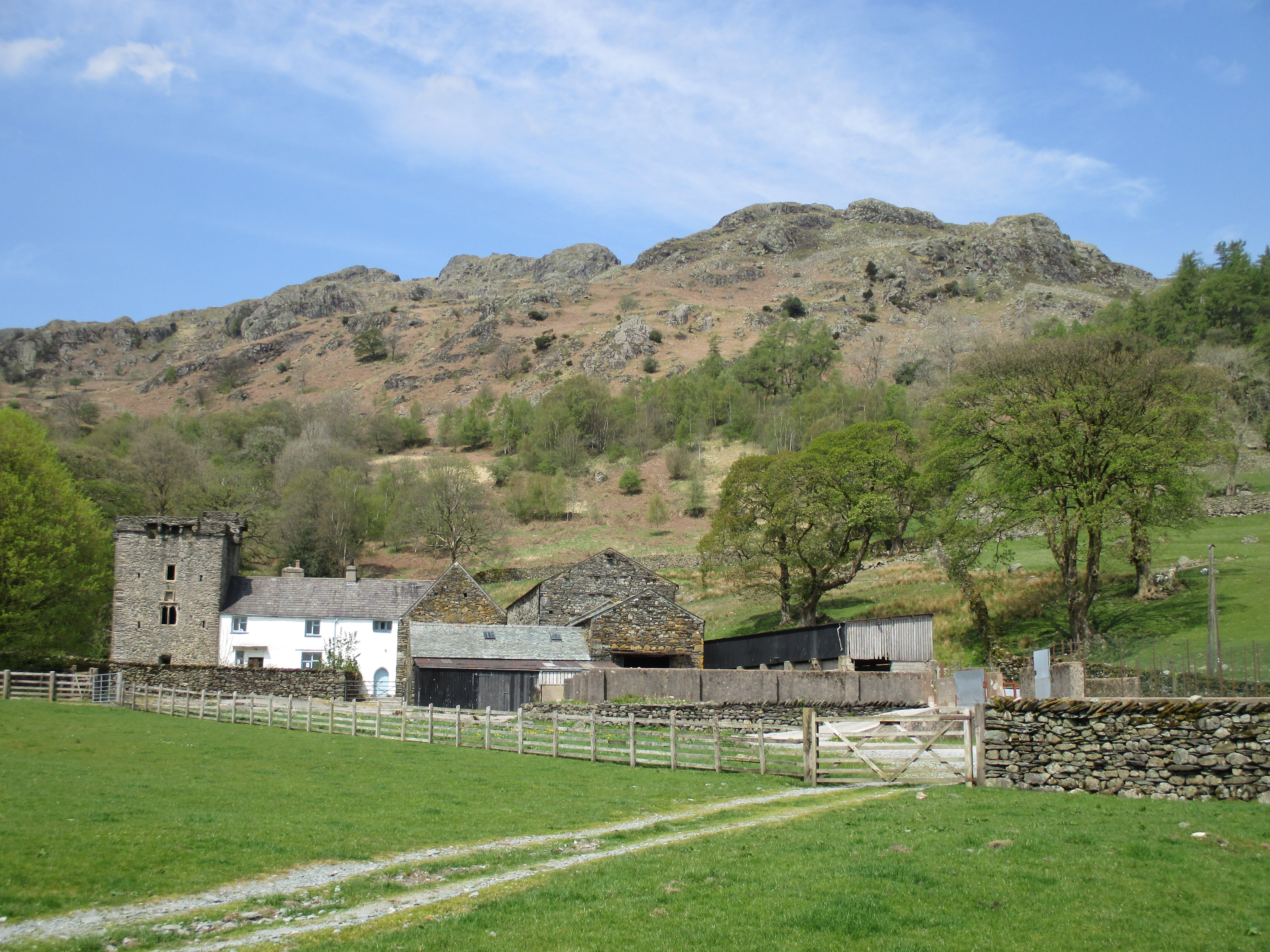
Kentmere Hall und Castle Crag

Kentmere ist ein Tal, Ort und Civil parish im Lake District, Cumbria, England. Kentmere war bis 1974 in Westmorland, gehört heute aber zu Cumbria.
Das Tal erstreckt sich in Nord-Süd-Richtung über etwa 4,8 km. Das nördliche Ende des Tals bildet der sogenannte Kentmere Horseshoe (das Kentmere-Hufeisen), das aus den Bergen Yoke, Froswick, Ill Bell, High Street, Thornthwaite Crag, Harter Fell, Mardale Ill Bell und Kentmere Pike gebildet wird.

An den Hängen des nördlichen Talendes entspringt der River Kent, der durch das dort befindliche Kentmere Reservoir fließt.

Am nördlichen Ende des Tals sind noch die Überreste einer römischen Straße zu erkennen, die über den Nan Bield Pass führt.

Der südliche Zugang in das Tal ist allein über den Ort Staveley möglich.

## Kentmere Hall
Kentmere Hall ist das älteste Gebäude in Kentmere. Kentmere Hall wurde im 13. Jahrhundert als ein Festungsturm, ein sogenannter Peel Tower gebaut. Im 15. – 16. Jahrhundert wurde der Turm ausgebaut und Teil eines angebauten Wohnhauses. Kentmere Hall ist heute ein Farmhaus; es war früher das Haus der Familie Gilpin, der bedeutendsten Familie Kentmeres.
Die Gilpins waren die größten Landbesitzer Kentmeres. Ihre Stellung beruhte auf den Landgeschenken und Privilegien, die ihnen König John und der Baron von Kendal verliehen hatten. Der Legende nach soll Richard De Gilpin (auch als Richard the Rider bekannt) als Sekretär des Baron von Kendal einen besonders furchterregenden Wildschweineber (Wild Boar of Westmorland) getötet haben, was der Baron mit einem Landgeschenk belohnte, und der König gewährte das Recht, ein Wappen mit einem Wildschwein zu führen.
Bernard Gilpin, ein Theologe, der als „Apostel des Nordens“ bezeichnet wird, wurde in Kentmere Hall geboren.
Der River Gilpin soll nach der Familie Gilpin benannt werden sein.